# Иван Андреев (художник)
Вижте пояснителната страница за други личности с името Иван Андреев.
Иван Андреев е български художник.

## Биография и творчество
Иван Андреев е роден на 20 януари 1925 г. в Княжева поляна, Балбунарско. Завършва държавната Художествена академия в София през 1950 г. – специалност „живопис“ при проф. Дечко Узунов. Синът му Боян Иванов Андреев става също художник, живее и твори в Германия, където умира по-късно.
Участва в салоните на българските художници, в общите и национални изложби в София и страната, а също така и зад граница: Лондон, Берлин, Будапеща, Варшава, Алжир, и др. Уредил е осем самостоятелни изложби. Негови творби се намират в Националната художествена галерия и в много други галерии в България, както и в частни колекции в България и в чужбина: Англия, Италия, Германия, Холандия, Финландия, Унгария, Молдова и др. Излага живопис, графика и рисунки.
Член е на Съюза на българските художници. Живее и твори в София.

## Творби
- Sea, 1976, oil
- Tirnovo, 1974, ink
- Land of Sozopol, 1975, oil
- Land of Karlovo, 1978, oil
- Orchard, 1976, Oil
- Boulevard, 1968, ink
- The Western Park, 1962, mixed media on paper, 28 x 37, purchased from the artist^s one man show 1962
- Dondoukov Boulevard, 1953, mixed media on paper, 46 x 58
- Morsko Oko Restaurant, soft pastel on paper, 40 x 55

## Филмография (художник)
- Бина (1990)